# Galium bullatum
Galium bullatum là một loài thực vật có hoa trong họ Thiến thảo. Loài này được Lipsky mô tả khoa học đầu tiên năm 1894.